# 30°C
30°C (pronunciato come 30 gradi) è un singolo della rapper italiana Anna, pubblicato il 31 maggio 2024 come quarto estratto dal primo album in studio Vera Baddie.

## Descrizione
Anna ha dichiarato, a proposito del brano:

## Video musicale
Il video musicale, diretto da Amedeo Zancanella, è stato reso disponibile il 14 giugno 2024 attraverso il canale YouTube della rapper.

## Tracce
Testi di Anna Pepe, musiche di Young Miles e Arty.
1. 30°C – 2:22

## Successo commerciale
Il brano ha ottenuto un grande successo commerciale, giungendo alla prima posizione della Top Singoli e diventando il primo di un'artista solista a conseguire tale traguardo dopo Mon Amour di Annalisa del 2023. Inoltre, è la seconda volta che la stessa Anna raggiunge la vetta in classifica da solista dopo Bando del 2020, e la quarta volta in totale.

## Classifiche

### Classifiche settimanali
| Classifica (2024) | Posizione massima |
| ----------------- | ----------------- |
| Italia            | 1                 |

### Classifiche di fine anno
| Classifica (2024) | Posizione |
| ----------------- | --------- |
| Italia            | 9         |